# Campionato europeo Superstock 600 2013
Il Campionato europeo Superstock 600 del 2013 è stato la nona edizione del campionato Europeo della categoria Superstock 600. Sviluppatosi su 10 prove in totale, con inizio in Spagna sul circuito di Aragón il 13 aprile e conclusione sempre in Spagna, ma sul circuito di Jerez il 19 ottobre.
Al termine del campionato si è laureato campione europeo il pilota italiano Franco Morbidelli alla guida di una Kawasaki ZX-6R gestita dal San Carlo Team Italia, che ha preceduto di 18 punti il connazionale Alessandro Nocco sempre su Kawasaki. Al terzo posto si piazza un altro italiano, Christian Gamarino, anche lui su Kawasaki, staccato di 25 punti dal leader del campionato.

## Calendario
| Nº | Data       | Gran Premio | Circuito    | Pole Position      | Vincitore Gara        | Leader del campionato |
| -- | ---------- | ----------- | ----------- | ------------------ | --------------------- | --------------------- |
| 1  | 13 aprile  | Spagna      | Aragón      | Gauthier Duwelz    | Gauthier Duwelz       | Gauthier Duwelz       |
| 2  | 27 aprile  | Paesi Bassi | Assen       | Gauthier Duwelz    | Gauthier Duwelz       | Gauthier Duwelz       |
| 3  | 11 maggio  | Italia      | Monza       | Luca Salvadori     | Nicola Jr. Morrentino | Gauthier Duwelz       |
| 4  | 8 giugno   | Portogallo  | Portimão    | Adrian Nestorovic  | Franco Morbidelli     | Gauthier Duwelz       |
| 5  | 29 giugno  | Italia      | Imola       | Franco Morbidelli  | Alessandro Nocco      | Gauthier Duwelz       |
| 6  | 3 agosto   | Regno Unito | Silverstone | Alessandro Nocco   | Alessandro Nocco      | Bastien Chesaux       |
| 6  | 4 agosto   | Regno Unito | Silverstone | Alessandro Nocco   | Christian Gamarino    | Bastien Chesaux       |
| 7  | 31 agosto  | Germania    | Nürburgring | Christian Gamarino | Franco Morbidelli     | Franco Morbidelli     |
| 8  | 5 ottobre  | Francia     | Magny-Cours | Alessandro Nocco   | Alessandro Nocco      | Franco Morbidelli     |
| 9  | 19 ottobre | Spagna      | Jerez       | Franco Morbidelli  | Kyle Smith            | Franco Morbidelli     |

## Classifica finale
| Posizione | Pilota                | Motocicletta       | Spagna (bandiera) | Paesi Bassi (bandiera) | Italia (bandiera) | Portogallo (bandiera) | Italia (bandiera) | Regno Unito (bandiera) | Regno Unito (bandiera) | Germania (bandiera) | Francia (bandiera) | Spagna (bandiera) | Punti |
| --------- | --------------------- | ------------------ | ----------------- | ---------------------- | ----------------- | --------------------- | ----------------- | ---------------------- | ---------------------- | ------------------- | ------------------ | ----------------- | ----- |
| 1         | Franco Morbidelli     | Kawasaki           | 6                 | 7                      | 6                 | 1                     | 2                 | 4                      | 14                     | 1                   | 2                  | 2                 | 154   |
| 2         | Alessandro Nocco      | Kawasaki           | 16                | 12                     | 5                 | 6                     | 1                 | 1                      | 23                     | 2                   | 1                  | 3                 | 136   |
| 3         | Christian Gamarino    | Kawasaki           | 7                 | 5                      | 20                | 5                     | 3                 | 2                      | 1                      | 3                   | 3                  | 11                | 129   |
| 4         | Bastien Chesaux       | Honda              | 3                 | 3                      | 8                 | 3                     | 8                 | 3                      | 2                      | 18                  | 4                  | 4                 | 126   |
| 5         | Gauthier Duwelz       | Yamaha             | 1                 | 1                      | 9                 | 2                     | 9                 | NC                     | NP                     | 4                   | 11                 | 19                | 102   |
| 6         | Tony Coveña           | Kawasaki           | 2                 | 6                      | 7                 | 4                     | 4                 | 6                      | Rit                    | 11                  | 15                 | Rit               | 81    |
| 7         | Robin Mulhauser       | Yamaha             | 4                 | 9                      | 12                | 8                     | 18                | 5                      | 3                      | 10                  | 14                 | Rit               | 67    |
| 8         | Adrian Nestorovic     | Yamaha             | 5                 | 2                      | Rit               | Rit                   | 14                | 8                      | 4                      | 7                   | NP                 |                   | 63    |
| 9         | Luca Salvadori        | Yamaha             |                   | 14                     | 2                 | 11                    | 6                 | 7                      | 5                      | Rit                 | NP                 | Rit               | 57    |
| 10        | Stefano Casalotti     | Yamaha             | 8                 | 10                     | 15                | 12                    | 10                | 9                      | 10                     | 12                  | NP                 | 5                 | 53    |
| 11        | Nicola Jr. Morrentino | Yamaha             | 18                | 8                      | 1                 | 16                    | 5                 | 17                     | 16                     | NP                  | 12                 | 7                 | 48    |
| 12        | Kyle Smith            | Honda              |                   |                        |                   |                       |                   |                        |                        | 6                   | 7                  | 1                 | 44    |
| 13        | Dominic Schmitter     | Yamaha             | 9                 | 16                     | 10                | 15                    | 13                | 13                     | 6                      | 8                   | NP                 |                   | 38    |
| 14        | Niki Tuuli            | Yamaha             | 12                | NP                     | 6                 |                       | Rit               | 10                     | 19                     | 5                   | Rit                | 14                | 36    |
| 15        | Wayne Tessels         | Suzuki             | 10                | 4                      | Rit               | Rit                   | NP                | 11                     | 21                     | 9                   | 13                 | 23                | 34    |
| 16        | Luca Vitali           | Suzuki             | 13                | Rit                    | 11                | 9                     | 12                | 12                     | 13                     | 15                  | Rit                | 10                | 33    |
| 17        | Federico D'Annunzio   | Yamaha             | 14                | Rit                    | 13                | 13                    | 16                | 19                     | 11                     | 17                  | 5                  | 12                | 28    |
| 18        | Marco Nekvasil        | MV Agusta e Yamaha | 11                | Rit                    | 19                | 19                    | Rit               | NP                     | NP                     | 13                  | 6                  | 6                 | 28    |
| 19        | Dakota Mamola         | Yamaha             | 17                | 21                     | 17                | 20                    | 11                | 16                     | 9                      | 14                  | 10                 | 8                 | 28    |
| 20        | Mathieu Marchal       | Yamaha             | Rit               | 11                     | Rit               | 7                     | NP                | 24                     | 8                      | 16                  |                    | -                 | 22    |
| 21        | Manuel Tatasciore     | Yamaha             |                   |                        | 3                 | 18                    | 23                |                        |                        |                     |                    |                   | 16    |
| 22        | Riccardo Cecchini     | Honda              | Rit               | Rit                    | 18                | 14                    | 19                | 18                     | 7                      | 19                  | 16                 | 16                | 11    |
| 23        | Lukas Trautmann       | Yamaha             |                   |                        |                   |                       |                   |                        |                        |                     |                    | 7                 | 9     |
| 24        | Roberto Mercandelli   | Yamaha             |                   |                        |                   |                       | 7                 |                        |                        |                     |                    |                   | 9     |
| 25        | Tomáš Vavrouš         | Kawasaki           | Rit               | 13                     | 14                | 21                    | NP                | 21                     | 12                     | Rit                 | 20                 |                   | 9     |
| 26        | Thibaut Gourin        | Yamaha             |                   |                        |                   |                       |                   |                        |                        |                     | 8                  |                   | 8     |
| 27        | Hugo Clere            | Yamaha             |                   |                        |                   |                       |                   |                        |                        |                     | 9                  | 15                | 8     |
| 28        | Mike Jones            | Honda              | 15                | 18                     | 24                | 10                    | Rit               | 15                     | 24                     |                     |                    |                   | 8     |
| 29        | Andrea Tucci          | Honda              |                   |                        |                   |                       | Rit               |                        |                        |                     |                    | 9                 | 7     |
| 30        | Jan Bühn              | Yamaha             |                   |                        |                   |                       |                   |                        |                        |                     |                    | 13                | 3     |
| 31        | Luke Stapleford       | Triumph            |                   |                        |                   |                       |                   | 14                     | Rit                    |                     |                    |                   | 2     |
| 32        | Julian Mayer          | Kawasaki           | 21                | 20                     | 22                |                       | 20                | 22                     | 15                     | 22                  | Rit                |                   | 1     |
| 33        | Massimiliano Spedale  | Yamaha             |                   |                        |                   |                       | 15                |                        |                        |                     |                    |                   | 1     |
| 34        | Tedy Bašić            | Yamaha             | Rit               | 15                     | 16                |                       |                   |                        |                        |                     |                    |                   | 1     |
| Posizione | Pilota                | Motocicletta       | Spagna (bandiera) | Paesi Bassi (bandiera) | Italia (bandiera) | Portogallo (bandiera) | Italia (bandiera) | Regno Unito (bandiera) | Regno Unito (bandiera) | Germania (bandiera) | Francia (bandiera) | Spagna (bandiera) | Punti |

| Legenda | 1º posto        | 2º posto            | 3º posto            | A punti      | Senza punti        | Grassetto=Pole position Corsivo=Giro più veloce |
| Legenda | Gara non valida | Non qual./Non part. | Ritirato/Non class. | Squalificato | "-" Dato non disp. | Grassetto=Pole position Corsivo=Giro più veloce |

## Sistema di punteggio
| Pos.  | 1  | 2  | 3  | 4  | 5  | 6  | 7 | 8 | 9 | 10 | 11 | 12 | 13 | 14 | 15 | 16> |
| ----- | -- | -- | -- | -- | -- | -- | - | - | - | -- | -- | -- | -- | -- | -- | --- |
| Punti | 25 | 20 | 16 | 13 | 11 | 10 | 9 | 8 | 7 | 6  | 5  | 4  | 3  | 2  | 1  | 0   |